# Sabrina Belleval
Pour les articles homonymes, voir Belleval.
Sabrina Belleval, née le 3 mai 1965 à L'Isle-Adam, est une reine de beauté et  comédienne française.
Elle fut élue Miss Côte d'Azur 1981, puis Miss France 1982. Elle est la 53e Miss France.

## Biographie

### Famille et jeunesse
Sabrina Belleval est née à L'Isle-Adam et grandit à Nice. Elle a un frère, Olivier et une sœur, Isabelle[réf. nécessaire].
Après avoir été demi-finaliste du concours Miss OK!, le journal OK! Magazine envoie la photo de Sabrina au comité Miss France[réf. nécessaire].
Elle est ensuite élue Miss Côte d'Azur 1981 à Saint-Raphaël dans le Var, titre qui la qualifie pour l'élection de Miss France 1982.

### Miss France 1982

#### Élection
L'élection de Miss France 1982 a lieu en décembre 1981, à l'Hôtel PLM Saint-Jacques à Paris.
Sabrina Belleval, Miss Côte d'Azur, est élue Miss France à 16 ans alors qu'elle est en classe de seconde au cours Sasserno à Nice. Elle mesure 1,66 m.[réf. souhaitée] Elle est la quatrième Miss Côte d’Azur élue Miss France et succède à Isabelle Benard, Miss France 1981.
Ses dauphines sont :
- 1re dauphine : Miss Franche-Comté, Martine Marie Phillips
- 2e dauphine : Miss Paris
- 3e dauphine : Miss Normandie, Martine Babouot
- 4e dauphine : Miss Provence
- 5e dauphine : Miss Roussillon, Mlle Chalton
- 6e dauphine : Miss Grande Motte

#### Année de Miss France
Le 27 janvier 1982, Sabrina Belleval est invitée dans l'émission musicale d'Antenne 2 Platine 45 lancée trois semaines plus tôt.
En mars 1982, trois mois avant la Coupe du monde de football 1982, elle pose dans le magazine Onze avec la tenue de l'équipe de France pour l'encourager.
Concours internationaux : Le 11 juin 1982, à  Istanbul en  Turquie, elle représente la France au concours Miss Europe. Elle est demi-finaliste (classée dans le Top 10). Elle n'a pas participé ni au concours Miss Univers en juillet ni à Miss Monde en novembre. Sa première dauphine, Martine Marie Phillips a représenté la France dans ces deux concours (mais ne sera pas classée).
En décembre 1982, Sabrina Belleval transmet son titre de Miss France à Isabelle Turpault, Miss Paris élue Miss France 1983.

### L'après Miss France
En 1983, année de la destitution de la Miss France Isabelle Turpault en raison de photos dénudées, Sabrina Belleval et les anciennes Miss France Christiane Lillio (Miss France 1968) et Véronique Fagot (Miss France 1977) sont interviewées à la télévision. Sabrina affirme qu'elle a refusé de poser pour des photographes (notamment pour des photos de nus).
En 1985, Sabrina Belleval apparaît pour la première fois au cinéma dans le film Le Facteur de Saint-Tropez où elle joue le rôle de Julia,.
En 1986, elle forme avec Martine Belloni (Miss Paris 1983) le duo Les Croque-Monsieurs et sortent la chanson Panthères, puis sort en 1998 la chanson Regards, en vinyle aux sonorités électro-pop qu'elle interprète seule. Vers 2012, elle enregistre le titre Cougar qui ne connait pas le succès.
Dans les années 1980, elle prend des cours durant quatre ans au Cours Florent à Paris, puis commence à décrocher des rôles dans des films, téléfilms et séries télévisées. Elle apparaît notamment dans le drame à la tonalité érotique Cérémonie d'amour en 1987, dans un téléfilm de la collection Baldipata avec Charles Aznavour en 1997 et joue dans un épisode de la série à succès de TF1 Sous le soleil en 2000.[réf. souhaitée]
Elle participe à des émissions de télévision et de radio en tant qu'animatrice, membre du jury de l'élection de Miss France et candidate dans Les Reines du shopping. Elle a également posé pour des publicités (notamment pour des produits minceur).[réf. souhaitée]
Sabrina Belleval est devenue aide-comptable à Paris.

### Titres
- Miss France 1982
- Miss Côte d'Azur 1981

## Filmographie
- 1985 : Le Facteur de Saint-Tropez, film de Richard Balducci : Julia
- 1987 : Cérémonie d'amour (Love Rites), film de Walerian Borowczyk
- 1992 : L'Amour assassin, téléfilm d'Élisabeth Rappeneau : la gendarme
- 1997 : Baldi (série télévisée) - épisode Baldi et les petits riches : la serveuse au décolleté
- 1999 : Une vie de prince, film de Daniel Cohen : la femme de client
- 2000 : Sous le soleil (saison 6, épisode 7 : Rumeurs réalisé par Éric Summer) : Mademoiselle Riva

## Émissions de télévision
- Participation à l'émission Les Grosses Têtes de Philippe Bouvard sur RTL[Quand ?].
- Participation à l'émission humoristique La Classe présentée par Fabrice sur FR3[Quand ?].
- Animation de la rubrique mode dans l'émission de divertissement Yacapa présentée par Pascal Brunner sur France 3 (1993-1994).
- Membre du jury de l'élection de Miss France 1999, le 10 décembre 1998 à Nancy, retransmise en direct sur TF1 et présentée par Jean-Pierre Foucault.
- Candidate en 2017 dans l'émission Les Reines du shopping sur M6 (« Spéciale Miss : Fatale pour un dîner aux chandelles »)[5].